# Thủy điện Sông Lô 4
Thủy điện Sông Lô 4 là công trình thủy điện xây dựng trên sông Lô tại vùng đất thôn Ngần Hạ xã Tân Thành huyện Bắc Quang tỉnh Hà Giang, Việt Nam .
Thủy điện Sông Lô 4 có công suất lắp máy 24 MW với 3 tổ máy, sản lượng hành năm khoảng 80 triệu KWh, khởi công tháng 10/2015, hoàn thành tháng 11/2017.
Đập thủy điện Sông Lô 4 cách nhà máy điện của Thủy điện Nậm Mu chừng 3 km 22°32′18″B 104°53′15″Đ / 22,53833°B 104,8875°Đ. Phía thượng nguồn là Thủy điện Sông Lô 3 22°39′40″B 104°59′37″Đ / 22,66113°B 104,993551°Đ. Phía hạ nguồn là Thủy điện Sông Lô 6 22°17′46″B 104°55′02″Đ / 22,296175°B 104,917122°Đ